# Chłopskie Stronnictwo Radykalne
Chłopskie Stronnictwo Radykalne – polska lewicowa partia polityczna powstała w 1919 roku na skutek secesji z Polskiego Stronnictwa Ludowego Lewicy dokonanej przez posłów Eugeniusza Okonia i Tomasza Dąbala. Głosiła radykalny program społeczno-polityczny o inspiracji chrześcijańskiej i reprezentowała ruch ludowy. Najważniejsze postulaty w programie partii dotyczyły przeprowadzenia reformy rolnej, przydzielenia ziemi służbie folwarcznej i chłopom małorolnym oraz demokratyzacji państwa i Kościoła.

## Historia
Zdaniem niektórych badaczy idea powstania Chłopskiego Stronnictwa Radykalnego sięga czasów Republiki Tarnobrzeskiej. Współzałożyciele stronnictwa, Eugeniusz Okoń i Tomasz Dąbal, weszli do Sejmu z listy PSL-u-Lewicy, odnosząc spektakularny sukces wyborczy w swoim okręgu (czasy Republiki Tarnobrzeskiej). W styczniu 1919 roku na łamach Jedności Chłopskiej wysunięto postulat stworzenia Chłopskiego Stronnictwa Postępowego, w październiku 1919 roku do idei tej nawiązał Tomasz Dąbal. 19 grudnia 1919 roku w swoim przemówieniu w Sejmie ks. Eugeniusz Okoń poinformował o powstaniu radykalnej grupy chłopskiej, w której imieniu przemawiał. Przyjmuje się, iż stronnictwo powstało między 19 grudnia 1919 roku a 11 stycznia 1920 roku. Według Eugeniusza Okonia w sierpniu 1922 roku stronnictwo liczyło około 15 000 członków.
Początkowo obszar działania stronnictwa obejmował Republikę Tarnobrzeską, a następnie powiaty: Mielec, Nisko i Kolbuszowa. Głównym poparciem cieszyło się w południowej Lubelszczyźnie i na Podkarpaciu. Stronnictwo działało w województwach centralnych. W 1920 roku ze Stronnictwa wystąpił Dąbal, tworząc wraz ze Stanisławem Łańcuckim Komunistyczną Frakcję Poselską. W wyborach parlamentarnych w 1922 ugrupowanie zdobyło 4 mandaty poselskie. Na początku 1926 dwóch posłów partii wstąpiło do powstałego w tym czasie Stronnictwa Chłopskiego. W 1926 roku doszło do rozłamu w partii. W wyborach, które odbyły się dwa lata później, stronnictwo poniosło klęskę. W 1929 roku stronnictwo zakończyło swoją działalność. Większość dawnych działaczy ugrupowania dołączyła do Stronnictwa Chłopskiego.

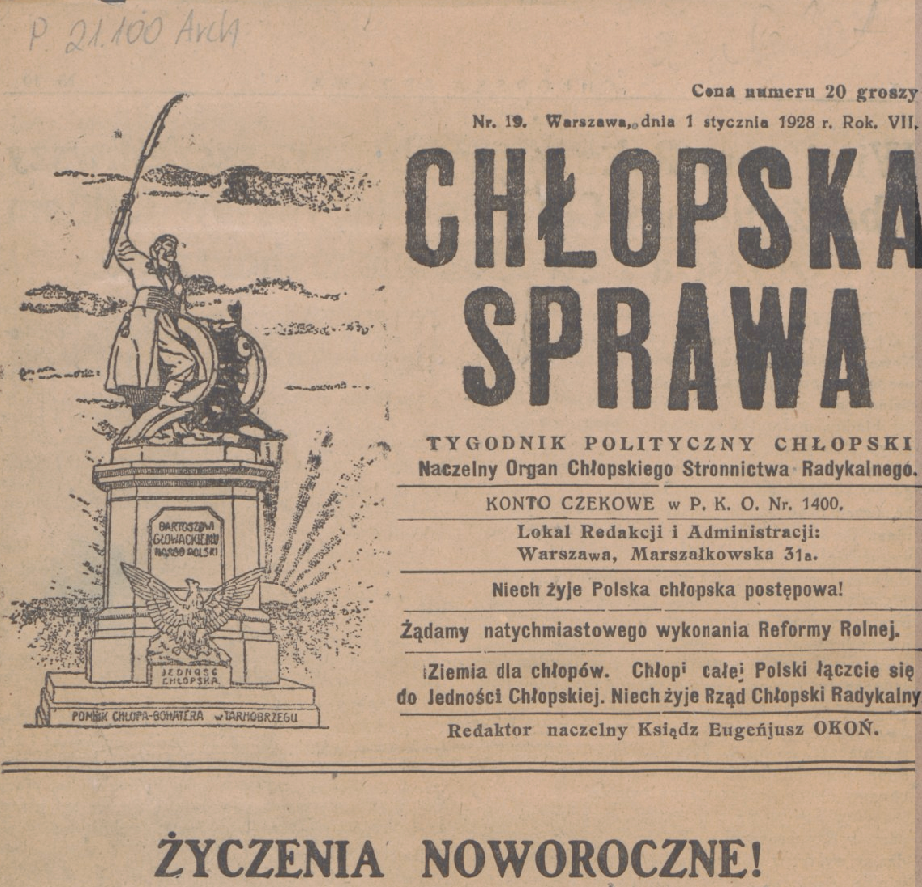
Winieta Chłopskiej Sprawy - organu prasowego partii

Początkowo, do 1920 roku, organem prasowym partii była Jedność Chłopska redagowana przez Eugeniusza Okonia, a później Chłopska Sprawa.

## Program
Na wstępie partia zakładała za swój cel wywalczenie dla chłopów: ziemi, władzy, dobrobytu, oświaty i sprawiedliwości. Za swój główny cel partia uznała niezwłoczne przeprowadzenie gruntownej reformy rolnej. 
Partia wyrażała swoją niechęć do latyfundiów i folwarków, tłumacząc ją wytwarzaniem przez nie produktów gorszej jakości od produktów chłopskich. Ziemia z parcelacji miała być kupowana przez chłopów na zasadzie własności, w niskiej cenie dającej możliwość nabycia jej najuboższym. W celu wspomagania wykupu ziemi państwo miało oferować włościanom kredyty. Posiadaczom dużej własności ziemskiej proponowano zostawienie maksimum 60 morgów na osobę, aby skłonić ich tym samym do przeznaczenia sił na działalność przemysłową.
W swoim programie partia zakładała m.in.: upaństwowienie lasów, popieranie republikańskiego ustroju Rzeczpospolitej Polskiej, zniesienia Senatu, wprowadzenie powszechnych wyborów Naczelnika Państwa (zamiast wyboru przez Zgromadzenie Narodowe), wyboru urzędników administracyjnych i sądowych poprzez głosowanie ludności, wprowadzenia podatku progresywnego przewidującego przerzucenie większości obciążeń podatkowych na barki kapitalistów, obszarników i przemysłowców oraz zwolnienie z podatków i danin chłopów małorolnych posiadających do pięciu mórg ziemi, obronę wolności obywatelskich (m.in. wolności druku, zgromadzeń, wyznania itp.), zniesienie tytułów szlacheckich, oparcie państwa o samorząd wybierany przez obywateli w drodze głosowania powszechnego, ukrócenie arbitralnego wyboru rad gmin, sołtysów, wójtów przez starostów, uznanie gminy za podstawową jednostkę budowy państwa, obniżenie opłat kościelnych, szerokie uprzemysłowienie kraju i uruchomienie państwowych fabryk, poparcie przemysłu i handlu wiejskiego oraz spółdzielczości, utrwalenie stosunków przyjaźni z narodem francuskim i narodami słowiańskimi w polityce zagranicznej, rozwiązywanie konfliktów za pomocą metod dyplomatycznych, starania o włączenie do Polski Gdańska, Śląska, Warmii i Mazur, walkę z analfabetyzmem, przełożenie ciężaru budowy szkół powszechnych na państwo, bezpłatną naukę na wszystkich szczeblach, wprowadzenie państwowych stypendiów dla biednych i zdolnych uczniów, założenie jak największej ilości praktycznych szkół zawodowych, wsparcie czytelni, domów ludowych, teatrów włościańskich itp.

## Wyniki wyborcze
W wyborach parlamentarnych w 1922 roku partia otrzymała ponad 115 000 głosów, co stanowiło około 1,32% ogółu głosów. Uzyskała cztery mandaty. Z jej list do Sejmu weszli: Jan Dziduch, Jan Kudelski, Eugeniusz Okoń oraz Kazimierz Średniawa. Największe poparcie zdobyła w okręgu numer 27 (Zamość).
Największym poparciem cieszyła się w zachodniej części województwa lubelskiego i sąsiednich powiatach województwa kieleckiego i lwowskiego. Rekordowy wynik uzyskała w powiecie janowskim (ponad 47% głosów). 
W wyborach w 1928 roku partia otrzymała niespełna 45 000 głosów, co stanowiło około 0,39% ogółu głosów. Lista nie uzyskała mandatów.